# Федосиха (река)
Федосиха — река в Коченёвском районе Новосибирской области России. Устье реки находится в 80 км по левому берегу реки Чик. Длина реки составляет 22 км.
Река фактически уничтожена насыпными земляными плотинами в селе Федосиха и селе Целинное и представляет собой цепочку прудов и бочагов разного размера, где практически отсутствует течение. Вода в реке, начиная с весны постоянно очень мутная.
Из рыб обитает карась, и, лишь в устье, при впадении в Чик, есть рыбы, населяющие реку Чик, в том числе щука.

## Данные водного реестра
По данным государственного водного реестра России относится к Верхнеобскому бассейновому округу, водохозяйственный участок реки — Обь от Новосибирского гидроузла до впадения реки Чулым, без рек Иня и Томь, речной подбассейн реки — бассейны притоков (Верхней) Оби до впадения Томи. Речной бассейн реки — (Верхняя) Обь до впадения Иртыша.